# Yaita
Yaita (japanska: 矢板市?, Yaita-shi) är en stad i Tochigi prefektur i Japan. Staden fick stadsrättigheter 1958.